# Pivdenne (město v Charkovské oblasti)
Pivdenne (ukrajinsky Південне, rusky Пивденное – Pivděnnoje) je město v Charkovské oblasti na Ukrajině. Žije zde přibližně 7 400 obyvatel. K roku 2015 mělo 7 788 obyvatel.

## Poloha a doprava
Pivdenne leží přibližně osmnáct kilometrů jihozápadně od Charkova, správního střediska oblasti. Patří do Charkovského rajónu. Na jihu sousedí s Merefou. Přes Pivdenne a Merefu vede z Charkova železniční spojení směrem na Dnipro a Pavlohrad.